# Ancita paranisocera
Ancita paranisocera là một loài bọ cánh cứng trong họ Cerambycidae.